# Ricardo Setti
Ricardo Setti (São Paulo, 1946) é um jornalista brasileiro e manteve um blog no site da revista Veja até Abril de 2015.

## Biografia
No início da carreira, foi, em Brasília, redator da extinta agência de notícias Interpress e da Rádio Planalto. Como articulista político, publicou centenas de artigos nos quatro maiores jornais do país.
Exerceu as funções de editor-chefe de "O Estado de S. Paulo" (1990-92) e de diretor regional do "Jornal do Brasil" em São Paulo (1986-90). Foi também redator-chefe das revistas "IstoÉ" (1984-85) e "Playboy" (1985-86) e editor-assistente e editor de "Veja" (1975-83), além de repórter, redator, editor-assistente e subeditor de publicações como a extinta revista "Visão", o "Jornal da Tarde" e a sucursal de Brasília de "O Estado de S. Paulo".
Foi diretor editorial das Revistas Femininas da Editora Abril (1999 a 2001) e diretor de redação de "Playboy" (1994-99), tendo antes sido, na Abril, diretor editorial adjunto (1992-94).
Foi ainda colunista do site No mínimo e do Observatório da Imprensa, e colaborador de várias outras publicações.  É titular de um blog no site da Revista Veja.
Entre outros, recebeu o Prêmio Esso de Reportagem de 1986 por reportagem sobre os bastidores da montagem do Plano Cruzado, publicada em "Playboy". Foi também considerado um dos “Editores do Ano” de 1984 pela revista "World Press Review", de Nova York, por ter demonstrado “talento, iniciativa e liderança, em nível internacional, na promoção da liberdade e da responsabilidade da imprensa”, ajudando a promover “a compreensão mundial, os direitos humanos e a qualidade jornalística” como redator-chefe de "IstoÉ".
Além de jornalista, é formado em Direito pela Universidade de Brasília e autor dos livros "Conversas com Vargas Llosa" (Brasiliense, 1986), publicado também em Portugal (Dom Quixote) e editado na França (Pierre Belfont), em língua espanhola (diferentes editoras) e nos Estados Unidos ("The Paris Review") e "Conversas com Vargas Llosa -- Antes e Depois do Nobel" (Panda Books, 2012).
Editou o livro "Aventuras no Mar" (L&PM, 1ª edição, 1995), do engenheiro e navegador Helio Setti Junior, morto em 1992, a partir dos originais que Helio, seu primo, escrevia e pretendia publicar, com base no diário de bordo de sua viagem de mais de quatro anos pelos mares do mundo e na extensa correspondência que trocava com os pais.
Foi o editor das memórias políticas do ex-presidente Fernando Henrique Cardoso, "A Arte da Política — A História que Vivi" (Civilização Brasileira, 2006, 5ª edição 2012). Foi um dos autores do texto do livro "A Revista no Brasil" (Editora Abril, 2000). Ainda na área de edição de livros, fez a leitura crítica de originais de várias obras conhecidas, entre as quais "Olga" (Alfa-Ômega, 1985), "Chatô, o Rei do Brasil" (Companhia das Letras, 1994), "Corações Sujos" (Companhia das Letras, 2000) e "Na Toca dos Leões" (Editora Planeta, 2005), todas de Fernando Morais, "Maldição e Glória", de Carlos Maranhão (Companhia das Letras, 2004), e "Minhas Histórias dos Outros", de Zuenir Ventura (Editora Planeta, 2005).
Por motivos pessoais e familiares, encerrou as atividades do Blog que mantinha no Site da Revista Veja, em Abril de 2015, e atualmente vive com sua família em Barcelona, Espanha.